# Liesa Scholzen
Liesa Scholzen (* 24. Juni 1992 in Eupen) ist eine belgische Politikerin der freien Bürgerliste ProDG („Pro Deutschsprachige Gemeinschaft“). Seit 2015 ist sie Mitglied im Parlament der Deutschsprachigen Gemeinschaft in Belgien.

## Leben
Nach ihrem Abitur an der Pater-Damian-Sekundarschule studierte Liesa Scholzen von 2010 bis 2015 politische Wissenschaften (Bachelor) an der Université libre de Bruxelles und macht zurzeit ihren Master an der RWTH Aachen (Schwerpunkt internationale Beziehungen). Von September 2014 bis September 2015 war sie Mitglied im Verwaltungsrat des Belgischen Rundfunks in Eupen.

## Aufgaben im DG-Parlament
In der Legislaturperiode 2019–2024 ist Scholzen Vorsitzende des Ausschusses III (Unterricht, Ausbildung, Kinderbetreuung und Erwachsenenbildung) sowie Mitglied der Ausschüsse I (allgemeine Politik, lokale Behörden, Raumordnung, Wohnungswesen, Energie, nachhaltige Entwicklung, Finanzen und Zusammenarbeit), IV (Gesundheit und Soziales) und des Sonderausschusses zur Aufarbeitung der COVID-19-Pandemie und der Folgen der diesbezüglich getroffenen Maßnahmen in der Deutschsprachigen Gemeinschaft.